# Yulia Samoylova
Yuliya Olegovna Samoylova (em russo:  Юлия Олеговна Самойлова, 7 de abril de 1989), por vezes confundinda como Yulia Samoilova ou Julia Samoylova, é uma russa, cantora e compositora. Ela  representou a Rússia no festival Eurovisão da Canção de 2018.

## Biografia

### Início da vida
Yuliya nasceu em Ukhta, Komi ASSR, URSS. Quando criança, Samoylova começou a perder função de suas pernas devido a atrofia muscular espinhal e usou uma cadeira de rodas desde a infância. A cantora diz que a manifestação da doença hereditária pode seguir após uma tentativa de vacinação de poliomielite, mas os especialistas negam tal conexão. Samoylova começou sua carreira tocando para trabalhadores da indústria do petróleo em um restaurante em sua cidade natal, em Ukhta. Em 2008, fundou a banda "TerraNova", que jogou pesado da música alternativa. Logo o grupo separou no ano de 2010.
Ela estudou psicologia na Moderna Humanitária Academia até 2010, quando deixou sem ter se formado.

### Carreira na música
Em 2013, Samoylova foi a vice-campeã da terceira temporada do Faktor A, a versão russa do The X Factor. No ano seguinte, ela participou da cerimônia de abertura dos Jogos Paraolímpicos de Inverno de 2014.
Samoylova foi selecionada em 12 de março de 2017, para representar a Rússia no festival Eurovisão da Canção de 2017, realizada na capital da Ucrânia, Kiev, com a canção "Flame Is Burning".
Em 13 de Março de 2017, o Serviço de Segurança da Ucrânia anunciou que ela não poderia entrar na Ucrânia, devido a sua visita à Criméia em 2015, uma região que foi anexada pela Rússia, em 2014. De acordo com a lei ucraniana, entrar na Criméia através da Rússia é ilegal. Em 22 de Março de 2017, o Serviço de Segurança da Ucrânia baniu Samoylova de entrar na Ucrânia por três anos por não cumprimento das leis locais.